# Pape Kouly Diop
Pape Kouly Diop (Kaolack, Senegal, 19 de març de 1986) és un futbolista professional senegalès que juga com a centrecampista a la Unió Esportiva Eivissa.

## Trajectòria
Nascut a Kaolack, es va traslladar a França, jugant de juvenil al Stade Rennais Football Club, debutant a Ligue 1 el 5 d'agost de 2006, i l'estiu de 2006 va fitxar pel Tours Football Club de la Ligue 2, i en gener de 2008 va fitxar pel Gimnàstic de Tarragona, sent transferit al Racing de Santander per 1,5 milions d'euros, i quan l'equip baixà a segona divisió fitxà pel Llevant Unió Esportiva, que pagà 100.000 euros pels seus serveis, i quan el seu contracte es va extingir va fitxar per tres anys amb el RCD Espanyol, i el desembre de 2017 va fitxar per la Sociedad Deportiva Eibar

El 20 d'agost de 2021, com a agent lliure Diop va fitxar per la Unió Esportiva Eivissa acabat d'ascendir a segona divisió, per un any.